# Rokin Plaza

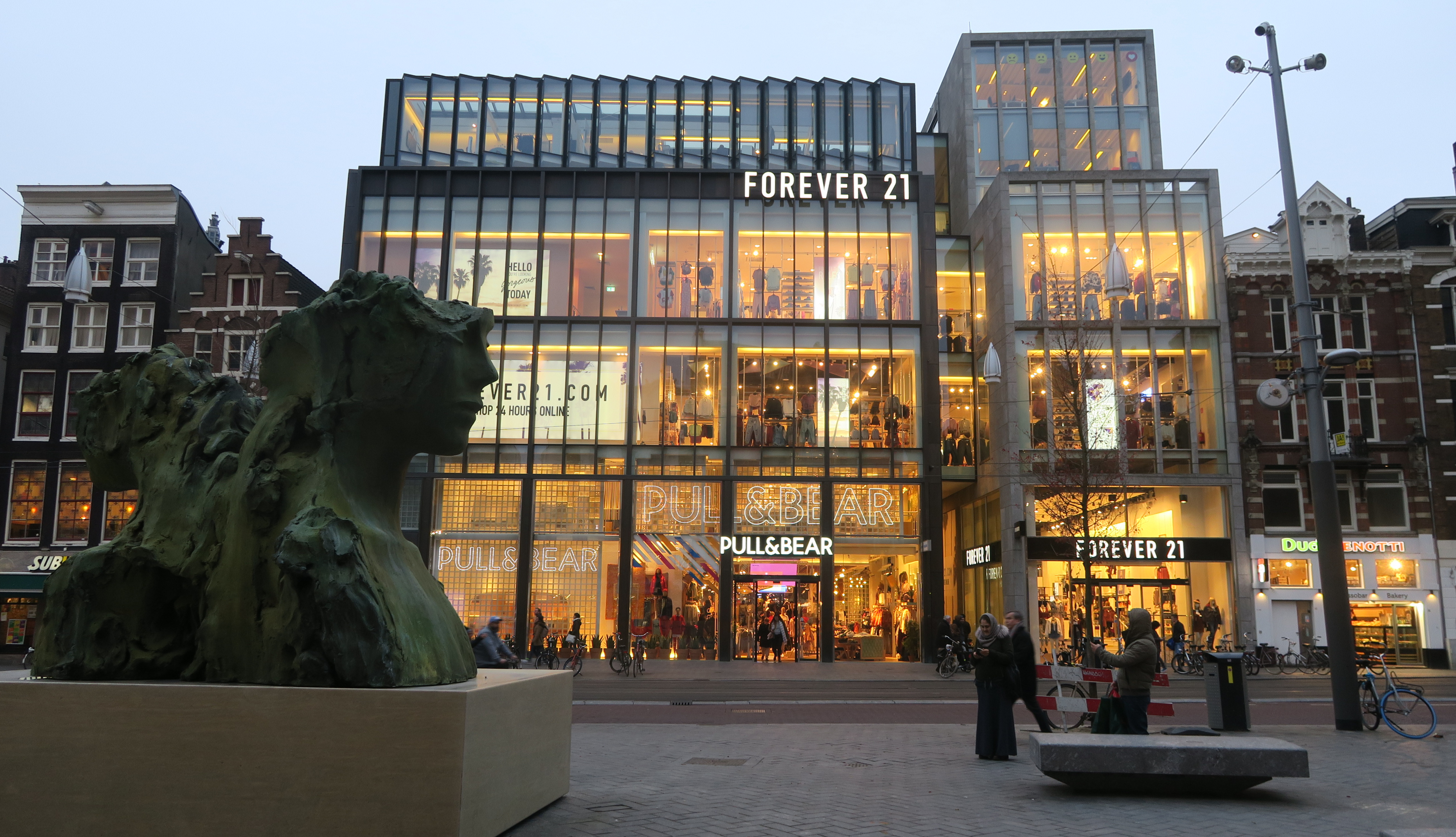
Het Rokin Plaza in 2017

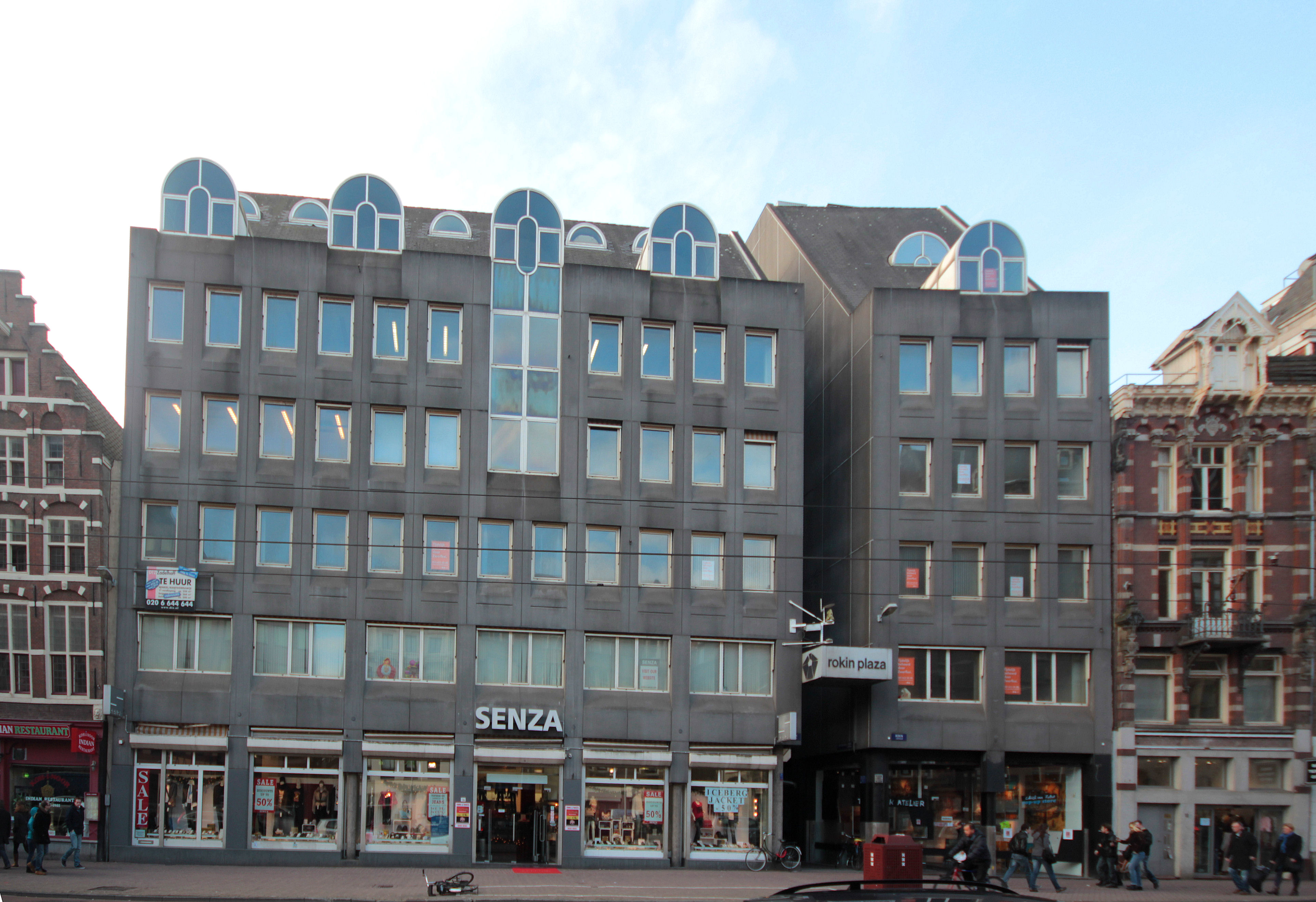
Het Rokin Plaza in 2012

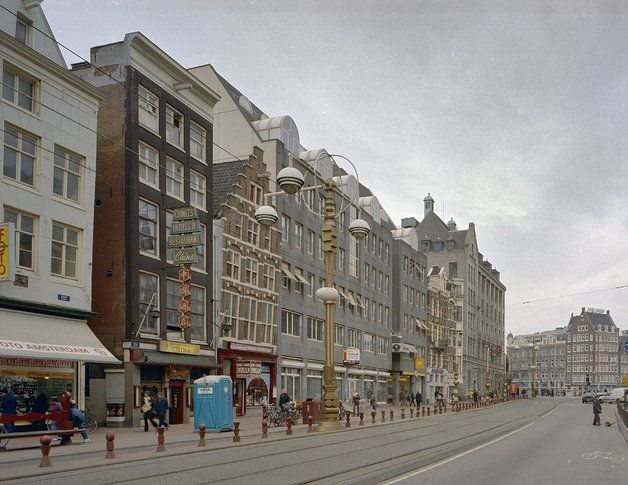
Het Rokin in 2003 met in het midden het Rokin Plaza

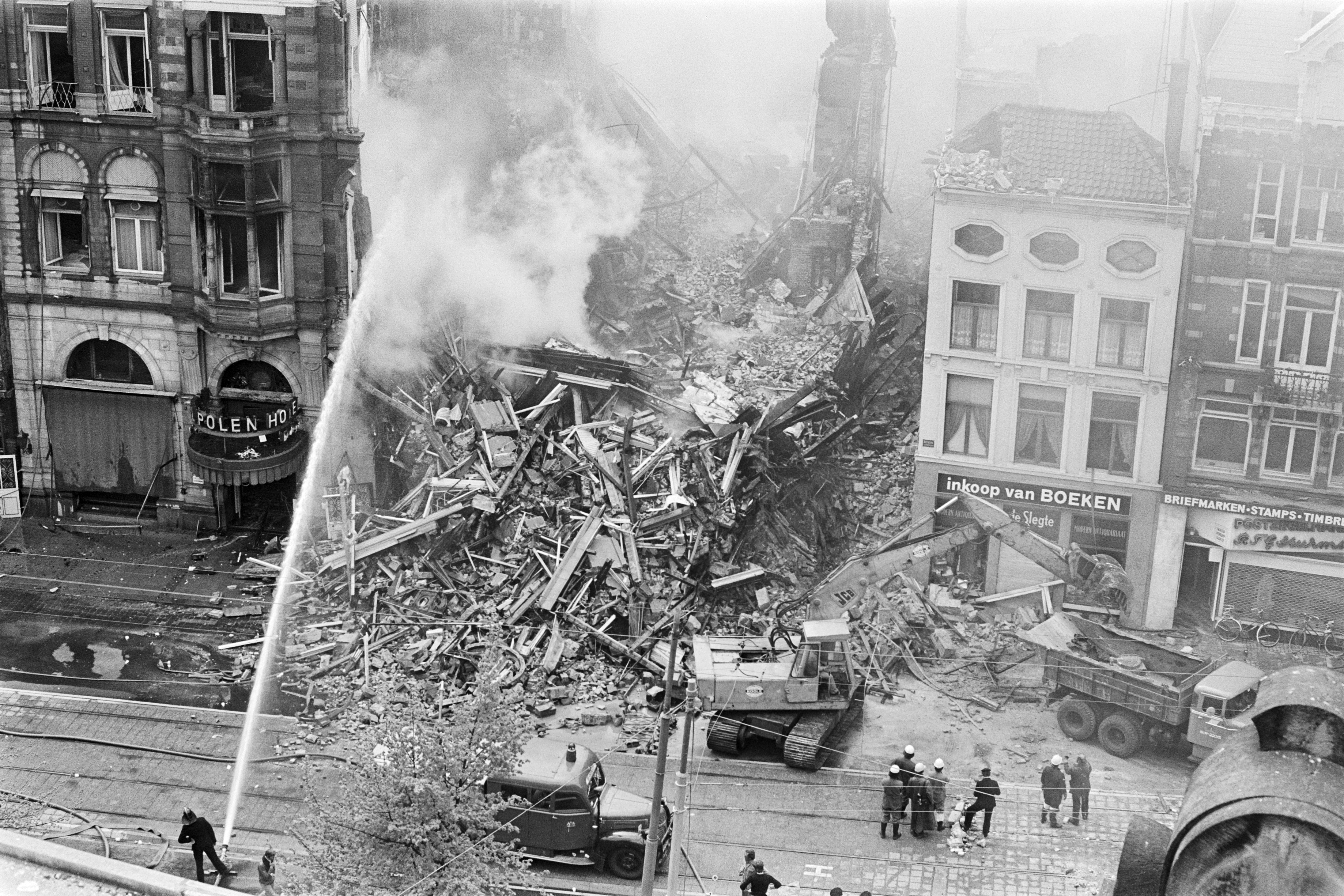
De resten van Hotel Polen na de grote brand op 9 mei 1977

Het Rokin Plaza is een groot gebouw aan het Rokin ten zuiden van de Dam in Amsterdam. Het complex ligt op de plek waar Hotel Polen en De Slegte waren gevestigd voordat beide verwoest werden tijdens een grootschalige brand in 1977.

## Geschiedenis
Het complex ligt achter het gebouw van Madame Tussauds. Door het gebouw loopt de Papenbroeksteeg. Deze verbindt de Kalverstraat met het Rokin en geeft tevens toegang tot het kantoor en de binnenplaats. Het complex was oorspronkelijk een kantoorverzamelgebouw en huisvestte bekende bedrijven als Otazu, Air India, Optiver en ING. Sinds juli 2007 stond het complex ondanks de centrale ligging leeg.
Het complex was ontworpen door architect Gietermans en gebouwd tussen 1981 en 1983. Het complex telt zes bouwlagen en had op de bovenste verdieping verschillende dakkapellen. Op de begane grond was de ruimte bestemd voor de detailhandel. De eerste verdieping werd gebruikt door de retailers als opslagruimte. Andere verdiepingen dienden als kantoorruimte. Van boven gezien had het complex een rechthoekige vorm met in het midden een luchtschacht of binnenplaats van circa 150 vierkante meter met aldaar een abstracte sculptuur van Hein Mader. De 'plaza' van Rokin Plaza is vermoedelijk naar dit minuscule pleintje genoemd.  
Na een herontwikkeling door de Emnes Group, waarbij alle gevels werden vernieuwd, kocht Vastned, een beursgenoteerde Europese winkelvastgoedonderneming, het gebouw in 2015. De binnenplaats is er niet meer. Het pand bestaat uit winkelruimte op de eerste 3 bouwlagen en uit kantoorruimte op de bovenste 3 bouwlagen. Sinds 2018 is de Japanse modeketen UNIQLO gevestigd in een deel van het pand, terwijl in het andere deel de Spaanse modeketen Pull & Bear een winkel exploiteert. De winkels zijn zowel vanuit de Kalverstraat als vanuit Rokin toegankelijk.